# گرهارد هارپرز
گرهارد هارپرز (انگلیسی: Gerhard Harpers; ۱۲ مارس ۱۹۲۸ – ۲۷ مه ۲۰۱۶ (۸۸ ساله)) بازیکن فوتبال اهل آلمان بود.
از باشگاه‌هایی که در آن بازی کرده‌است می‌توان به باشگاه فوتبال بوخوم و باشگاه فوتبال فورتونا دوسلدورف اشاره کرد.
وی همچنین در تیم ملی فوتبال آلمان بازی کرده‌است.